# Форсаж (фільм)
«Форса́ж» (англ. The Fast and the Furious;, досл. «швидкі та люті») — американський кримінальний бойовик 2001 року, знятий режисером Робом Коеном. Перша частина однойменної серії, до якої, окрім того, увійшло ще вісім фільмів: «Подвійний форсаж», «Потрійний форсаж: Токійський дрифт», «Форсаж 4», «Форсаж 5», «Форсаж 6», «Форсаж 7», «Форсаж 8», «Форсаж: Гобс і Шоу», «Форсаж 9» і «Форсаж 10». Світова прем'єра стрічки відбулася 22 червня 2001 року, а в Україні — 18 жовтня 2001 року.

## Сюжет
Група нальотчиків грабує вантажівки з побутовою технікою. Поліції Лос-Анджелеса і ФБР відомо лише, що злочинці орудують на трьох машинах Honda Civic чорного кольору з неоновим освітленням. Грабіжниками, швидше за все, є хтось із місцевих вуличних гонщиків.
Браян О'Коннор — поліцейський, який працює під прикриттям, — намагається знайти злочинців серед гонщиків Лос-Анджелеса. Для цього він впроваджується в банду Домініка Торетто, вважаючи, що той в курсі, що відбувається, але по ходу розслідування сумнівається в його винуватості. Він приїжджає на те місце, де знаходяться стрітрейсери, бере участь у гонці з Домініком та ще двома гонщиками і програє машину Домініку. Після прибуття поліції усі розбігаються. Домінік ставить свою Mazda RX-7 на стоянку і пішки йде додому, але його помічають і він тікає. Його рятує Браян і вони тікають від гонитви поліції, але їх наздоганяє банда Трана — давнього ворога Домініка — адже вони заїхали на його територію. Після нетривалого діалогу вони розстрілюють машину Браяна, яку він програв Домініку, після чого їдуть. Домінік запрошує Браяна до нього на вечірку і каже, що він все ще винен йому спритну машину. Браян знайомиться з друзями Домініка: Вінсом, який підозрює, що Браян — коп, Леоном, Джессі, які відносяться до нього нейтрально, Летті — дівчиною Домініка та його сестрою Мією, яка йому подобається (він ходить до їхньої забігайлівки поїсти щоранку). Тим часом в управлінні йому дають деякий час, щоб краще розібратися у цій справі. Брайан привозить банді неабияк пошарпану Toyota Supra, яку згодом реставрують і допрацьовують. Він поступово починає завойовувати повагу всіх членів команди Торетто, крім Вінса, і починає зустрічатися із сестрою Домініка, Мією. Рейди тривають. Браян бере помилковий слід: він наводить копів на конкурента Домініка Джонні Трана, який виявляється невинним. Розлючений таким станом справ, Білкінс, який курирує роботу О'Коннора, погрожує Браяну звільненням.
Брайан закохується в сестру Домініка, Мію, що лише погіршує ситуацію. Винуватість Домініка стає все більш очевидною. Домінік бере його в команду, щоб він брав участь у змаганнях, які проходять в пустелі під назвою «Гоночні війни», в ході яких Джессі ставить свій Volkswagen Jetta на кін і програє її Трану. Розуміючи, що програв машину батька, він їде в невідомому напрямку. Тран вимагає віддати йому машину і звинувачує Домініка в тому, що той здав його копам, внаслідок чого скажений Домінік б'є Трана. Вночі Домінік хоче поїхати на справу. Його не зупиняє відсутність Джессі та благання його сестри Мії, і він їде разом з Вінсом, Леоном і Летті. Незважаючи на почуття, Браян зізнається Мії, що він коп і що її брата потрібно рятувати. Разом з нею він вирушає на пошуки Дома. Спробувавши пограбувати вантажівку, Домінік з командою зазнають невдачі. Вінс забрався на вантажівку і отримав різані рани на руки від троса і дірку в боці від пострілу водієм з дробовика. Водій збиває з дороги Летті, за якою повертається Леон. Водій виводить з ладу автомобіль Домініка, але на допомогу прийшли Браян та Мія. Браян рятує Вінса з вантажівки і намагається допомогти. Під'їжджає Домінік, і Браян телефоном викликає гелікоптер, розкриваючи себе. Гелікоптер забирає Вінса, а Домінік, Мія, Леон і Летті їдуть додому на машині Леона. Домінік відправляє Летті і Леона в безпечне місце, а сам хоче поїхати шукати Джессі, поки Тран не дістався до нього. Браян не дає йому виїхати, сказавши, що поліція знайде Джессі раніше. В цей момент до будинку під'їжджає Джессі і просить вибачення у Домініка, але Джессі вбиває Тран зі своїм братом Ленсом. Брайан і Домінік вирушають за ними у гонитву. Домінік скидає Ленса з обриву, а Браян вбиває Трана. Потім Домінік і Браян влаштовують перегони, в яких ледь не потрапляють під поїзд, але встигають проїхати через залізничний переїзд. Після цього Домінік налітає на вантажівку і розбиває машину, але сам залишається живим. Браян віддає йому ключі від своєї Toyota Supra замість тієї, яку знищив Тран, після чого Домінік вїд'їжджає. Після титрів показано сцену, як Домінік подорожує Мексикою.

## У ролях
| Актор            | Роль            |
| ---------------- | --------------- |
| Пол Вокер        | Брайн О’Коннер  |
| Він Дізель       | Домінік Торетто |
| Мішель Родрігес  | Летті Ортіс     |
| Джордана Брюстер | Мія Торетто     |
| Метт Шульц       | Вінс            |
| Рік Юн           | Джонні Тран     |
| Чад Ліндберг     | Джессі          |
| Ноель Гульємі    | Гектор          |
| Джонні Стронг    | Леон            |
| Тед Левайн       | Таннер          |
| Ja Rule          | Едвін           |

## Саундтрек
- Live — Deep Enough
- Benny Cassette — Watch Your Back
- Shawna — Say Aah
- Limp Bizkit, DMX, Redman та Method Man — Rollin'
- Ja Rule та Vita — Furious
- Caddillac Tah — Pov City Anthem
- Digital Assasins — Lock It Down
- Organic Audio — Nurega
- Ludacris — Area Codes
- Durrell Babbs та Ja Rule- Race Against Time Part 2
- Ja Rule — Life Ain'ta Game
- Santana — Evil Ways
- Magdaleno Robles Jr. та Senen Reyes — Nigga Wit a Badge
- Molotov — Polkas Palabras
- Say Yes — Mercedes Benz
- Orishas — Atrevido
- Dope — Debonaire
- Saliva — Superstar
- Faith Evans, Ja Rule, Vita та Caddillac Tah — Good Life (Remix)
- BT — Nocturnal Transmission
- Brian Tyler — Fourth Floor (Score)